# Stor-Tandsjön (Lillhärdals socken, Härjedalen)
Stor-Tandsjön är en sjö i Härjedalens kommun i Härjedalen och ingår i Ljusnans huvudavrinningsområde. Sjön har en area på 0,679 kvadratkilometer och ligger 572 meter över havet. Sjön avvattnas av vattendraget Tandsjön.

## Delavrinningsområde
Stor-Tandsjön ingår i det delavrinningsområde (684000-142161) som SMHI kallar för Utloppet av Stor-Tandsjön. Medelhöjden är 602 meter över havet och ytan är 9,2 kvadratkilometer. Det finns inga avrinningsområden uppströms utan avrinningsområdet är högsta punkten. Tandsjön som avvattnar avrinningsområdet har biflödesordning 4, vilket innebär att vattnet flödar genom totalt 4 vattendrag innan det når havet efter 310 kilometer. Avrinningsområdet består mestadels av skog (60 procent) och sankmarker (22 procent). Avrinningsområdet har 0,68 kvadratkilometer vattenytor vilket ger det en sjöprocent på 7,4 procent.